# Jules Malou
Jules Edouard Xavier Malou (Ypres, 19 ottobre 1810 – Woluwe-Saint-Lambert, 11 luglio 1886) è stato un politico belga, esponente del partito cattolico e due volte Primo ministro del Belgio: dal 7 dicembre 1871 al 19 giugno 1878 e dal 16 giugno al 26 ottobre 1884.

## Carriera politica
Eletto per la prima volta alla Camera dei rappresentanti nel 1841 ricoprì per un breve periodo la carica di governatore della Provincia di Anversa.
Ministro delle Finanze del governo Nothomb, nel 1871 fu de facto il alla guida del governo formalmente presieduto da  Barthélémy de Theux de Meylandt.
Nominato primo ministro nel 1874 dovette affrontare la polemica dei politici belgi ultramontanisti contro in cattolici tedeschi vittime del Kulturkampf in Germania.
Di ispirazione fortemente clericale, promosse delle politiche a favore dell'educazione cattolica che provocarono forti proteste e dimostrazioni a Bruxelles causandone le dimissioni.

## Famiglia
Jules Malou proviene da una famiglia francese di negozianti che venne a stabilirsi a Ypres nel XVIII secolo. Jules Malou è figlio di Jean-Baptiste Malou4 (1783-1862), ex senatore e Marie-Thérèse van den Peereboom (1783-1846). Jules ha due fratelli, Jean Baptiste (1809-1864), vescovo di Bruges e Victor (1815-1875) e 3 sorelle Octavie, moglie di Floris e Delbecque Marie (1808-1864).
Divenuto vedovo, suo nonno Pierre Antoine Malou (1753-1827) divenne sacerdote.
Sua figlia Elena sposò il conte di Oultremont Adrien e sua figlia Matilde sposò Alfred d'Huart.

## Onorificenze
- Ministro di Stato: da Decreto Reale[1]

## Pubblicazioni
- (FR) Etude sur les chemins de fer belges, in La Belgique : revue des revues, vol. 9, Bruxelles, De Mortier, marzo 1860,  p. 282. URL consultato il 16 maggio 2010.
- (FR) Notice historique sur les finances de la Belgique (1831 à 1865), 1867. URL consultato il 30 luglio 2023.
- (FR) La question monétaire (10 octobre 1859), A. Decq, 1859. URL consultato il 16 maggio 2010.